# Operatore non locale
Un operatore non locale è una mappa che associa funzioni in uno spazio topologico a funzioni, tale che il valore della funzione immagine in ogni punto non può essere determinato in base ai valori della funzione input in un intorno di alcun punto. Un esempio di operatore non locale è la trasformata di Fourier.

## Definizione
Siano {\displaystyle X} spazio topologico, {\displaystyle Y} un insieme, {\displaystyle F(X)} uno spazio funzionale di applicazioni con dominio in {\displaystyle X}, e {\displaystyle G(Y)} uno spazio funzionale di applicazioni con dominio in {\displaystyle Y}. Due funzioni {\displaystyle u} e {\displaystyle v} in {\displaystyle F(X)} sono dette equivalenti in {\displaystyle x\in X} se esiste un intorno {\displaystyle N} di {\displaystyle x} tale che {\displaystyle u(x')=v(x')\;\forall x'\in N}. Un operatore {\displaystyle A:F(X)\to G} è detto locale se per ogni {\displaystyle y\in Y} esiste un elemento {\displaystyle x\in X} tale che {\displaystyle Au(y)=Av(y)} per tutte le funzioni {\displaystyle u,v\in F(X)} che sono equivalenti in {\displaystyle x}. Un operatore è detto non locale se non soddisfa tale condizione.
Per un operatore locale {\displaystyle A} è possibile, in principio, calcolare il valore {\displaystyle Au(y)} in un punto {\displaystyle y} dato il valore di {\displaystyle u} in un intorno arbitrariamente piccolo di {\displaystyle y}. Ciò non è possibile per un operatore non locale.

## Esempi
Gli operatori differenziali sono esempi di operatori locali. Un'ampia classe di operatori non-locali è data dalle trasformate integrali, come quella di Fourier o di Laplace. Per una trasformata integrale nella forma
{\displaystyle (Au)(y)=\int \limits _{X}u(x)\,K(x,y)\,dx,}
dove {\displaystyle K} è una funzione kernel, è necessario conoscere il valore di {\displaystyle u} quasi ovunque nel supporto di {\displaystyle K(\cdot ,y)} per poter calcolare il valore di {\displaystyle Au} in {\displaystyle y}.